# ルイス・カスティーヨ (1992年生の投手)
ルイス・ミゲル・カスティーヨ（Luis Miguel Castillo, 1992年12月12日 - ）は、ドミニカ共和国ペラビア州バニ出身のプロ野球選手（投手）。右投右打。MLBのシアトル・マリナーズ所属。愛称はラ・ピエドラ（La Piedra - スペイン語で「石」の意）。

## 経歴

### プロ入りとジャイアンツ傘下時代
2011年12月にアマチュア・フリーエージェントでサンフランシスコ・ジャイアンツと契約してプロ入り。
2012年に傘下のルーキー級ドミニカン・サマーリーグ・ジャイアンツでプロデビュー。19試合に登板して1勝3敗2セーブ、防御率3.31、47奪三振を記録した。
2013年もルーキー級ドミニカン・サマーリーグ・ジャイアンツでプレーし、27試合に登板して0勝1敗20セーブ、防御率0.64、34奪三振を記録した。
2014年はA級オーガスタ・グリーンジャケッツでプレーし、48試合に登板して2勝2敗10セーブ、防御率3.07、66奪三振を記録した。

### マーリンズ傘下時代
2014年12月20日にケイシー・マギーとのトレードで、ケンドリー・フローレスと共にマイアミ・マーリンズへ移籍した。
2015年は傘下のA級グリーンズボロ・グラスホッパーズとA+級ジュピター・ハンマーヘッズでプレーし、2球団合計で35試合（先発16試合）に登板して6勝6敗4セーブ、防御率3.20、94奪三振を記録した。
2016年はA+級ジュピターとAA級ジャクソンビル・サンズでプレーし、2球団合計で26試合（先発24試合）に登板して8勝6敗、防御率2.26、103奪三振の成績を残した。7月29日にはコリン・レイ、アンドリュー・キャッシュナー、タイロン・ゲレーロとのトレードで、ジャレッド・コザート、カーター・キャップス、ジョシュ・ネイラーと共にサンディエゴ・パドレスへ一旦移籍したが、直後にレイの故障により、8月1日にそのレイとの再トレードでマーリンズに復帰した。オフの11月18日にルール・ファイブ・ドラフトでの流出を防ぐために40人枠入りした。

### レッズ時代
2017年1月19日にダン・ストレイリーとのトレードで、オースティン・ブライス、アイザイア・ホワイトと共にシンシナティ・レッズへ移籍した。
シーズンでは開幕を傘下のAA級ペンサコーラ・ブルーワフーズで迎え、14試合に先発登板して4勝4敗、防御率2.58、81奪三振を記録した。6月23日にメジャー初昇格を果たし、同日のワシントン・ナショナルズ戦にて先発登板でメジャーデビュー（結果は5回2失点で勝敗付かず）。そのまま先発ローテーション入りし、7月8日のアリゾナ・ダイヤモンドバックス戦では6.2イニングを無失点の好投でメジャー初勝利を挙げた。
2018年はシーズン序盤からローテーションに入り、31試合の先発登板で169.2イニングを投げ、10勝12敗、防御率4.30を記録した。
2019年3月19日に、3月28日の対ピッツバーグ・パイレーツとの開幕戦で開幕投手を務めることが発表された。
2021年4月1日のカージナルスとの開幕戦で2年ぶり2度目の開幕投手を務めた。この年は33試合に先発登板して187.2イニングを投げ、8勝16敗、防御率3.98、192奪三振を記録した。
2022年は春季キャンプ開始時の右肩の負傷によって出遅れ、5月9日のミルウォーキー・ブルワーズ戦でシーズン初登板を果たした。それ以降の活躍によって、自身2回目となるオールスターゲームに選出された。

### マリナーズ時代
2022年7月29日にノエルビ・マルテ、エドウィン・アローヨ、レビ・スタウト、アンドリュー・ムーアとのトレードで、シアトル・マリナーズへ移籍した。9月24日にはマリナーズと5年総額1億800万ドルの契約（6年目はオプション）を延長させた。このシーズンは2球団で通算8勝を記録した。ポストシーズンではトロント・ブルージェイズと対戦したワイルドカードシリーズ第1戦に先発登板し、7.1回を無失点に抑え、チームの21年ぶりとなるポストシーズンでの勝利に貢献した。
2023年は自身3度目となる開幕投手に選ばれた。7月2日にMLB選出で通算3度目となるオールスターゲームに選出された。この年は33試合に先発登板して197イニングを投げ、14勝9敗、防御率3.34、219奪三振を記録し、サイ・ヤング賞投票では5位に入った。
2024年は自身4度目となる開幕投手に2年連続で選ばれた。9月8日のセントルイス・カージナルス戦で左ハムストリングの肉離れを起こして故障者リストに入り、シーズンを終えた。この年は30試合に先発登板して175.1イニングを投げ、11勝12敗、防御率3.64、奪三振175を記録した。

## 選手としての特徴
| 球種           | 割合 | 平均球速 | 平均球速 | 最高球速 | 最高球速 |
| 球種           | %    | mph      | km/h     | mph      | km/h     |
| -------------- | ---- | -------- | -------- | -------- | -------- |
| チェンジアップ | 30.4 | 88.3     | 142.1    | 92       | 148.1    |
| フォーシーム   | 28.5 | 97.1     | 156.3    | 100.7    | 162.1    |
| シンカー       | 23.8 | 97.3     | 156.6    | 100.3    | 161.4    |
| スライダー     | 17.4 | 86.4     | 139      | 90.2     | 145.2    |

「魔球」と称されるチェンジアップが最大の武器。その他に最速100.7mph（約162.1km/h）の速球（フォーシーム・シンカー）やスライダーを投げる。

## 詳細情報

### 年度別投手成績
| 年 度    | 球 団    | 登 板 | 先 発 | 完 投 | 完 封 | 無 四 球 | 勝 利 | 敗 戦 | セ 丨 ブ | ホ 丨 ル ド | 勝 率 | 打 者 | 投 球 回 | 被 安 打 | 被 本 塁 打 | 与 四 球 | 敬 遠 | 与 死 球 | 奪 三 振 | 暴 投 | ボ 丨 ク | 失 点 | 自 責 点 | 防 御 率 | W H I P |
| -------- | -------- | ----- | ----- | ----- | ----- | -------- | ----- | ----- | -------- | ----------- | ----- | ----- | -------- | -------- | ----------- | -------- | ----- | -------- | -------- | ----- | -------- | ----- | -------- | -------- | ------- |
| 2017     | CIN      | 15    | 15    | 0     | 0     | 0        | 3     | 7     | 0        | 0           | .300  | 359   | 89.1     | 64       | 11          | 32       | 1     | 3        | 98       | 2     | 1        | 32    | 31       | 3.12     | 1.08    |
| 2018     | CIN      | 31    | 31    | 0     | 0     | 0        | 10    | 12    | 0        | 0           | .455  | 708   | 169.2    | 158      | 28          | 49       | 1     | 5        | 165      | 4     | 2        | 89    | 81       | 4.30     | 1.22    |
| 2019     | CIN      | 32    | 32    | 0     | 0     | 0        | 15    | 8     | 0        | 0           | .652  | 781   | 190.2    | 139      | 22          | 79       | 0     | 7        | 226      | 5     | 3        | 76    | 72       | 3.40     | 1.14    |
| 2020     | CIN      | 12    | 12    | 1     | 0     | 0        | 4     | 6     | 0        | 0           | .400  | 292   | 70.0     | 62       | 5           | 24       | 0     | 1        | 89       | 1     | 0        | 31    | 25       | 3.21     | 1.23    |
| 2021     | CIN      | 33    | 33    | 0     | 0     | 0        | 8     | 16    | 0        | 0           | .333  | 803   | 187.2    | 181      | 19          | 75       | 4     | 7        | 192      | 1     | 1        | 94    | 83       | 3.98     | 1.36    |
| 2022     | CIN      | 14    | 14    | 0     | 0     | 0        | 4     | 4     | 0        | 0           | .500  | 349   | 85.0     | 63       | 7           | 28       | 0     | 4        | 90       | 0     | 1        | 30    | 27       | 2.86     | 1.07    |
| 2022     | SEA      | 11    | 11    | 0     | 0     | 0        | 4     | 2     | 0        | 0           | .667  | 266   | 65.1     | 55       | 6           | 17       | 0     | 4        | 77       | 0     | 0        | 26    | 23       | 3.17     | 1.10    |
| '22計    | SEA      | 25    | 25    | 0     | 0     | 0        | 8     | 6     | 0        | 0           | .571  | 615   | 150.1    | 118      | 13          | 45       | 0     | 8        | 167      | 0     | 1        | 56    | 50       | 2.99     | 1.08    |
| 2023     | SEA      | 33    | 33    | 0     | 0     | 0        | 14    | 9     | 0        | 0           | .609  | 802   | 197.0    | 160      | 28          | 56       | 0     | 5        | 219      | 3     | 0        | 81    | 73       | 3.34     | 1.10    |
| 2024     | SEA      | 30    | 30    | 0     | 0     | 0        | 11    | 12    | 0        | 0           | .478  | 719   | 175.1    | 158      | 25          | 47       | 2     | 5        | 175      | 0     | 0        | 73    | 71       | 3.64     | 1.17    |
| MLB：8年 | MLB：8年 | 211   | 211   | 1     | 0     | 0        | 73    | 76    | 0        | 0           | .490  | 5079  | 1230.0   | 1040     | 151         | 407      | 8     | 41       | 1331     | 16    | 8        | 532   | 486      | 3.56     | 1.18    |

- 2024年度シーズン終了時
- 各年度の太字はリーグ最高

### 年度別守備成績
| 年 度 | 球 団 | 投手（P） | 投手（P） | 投手（P） | 投手（P） | 投手（P） | 投手（P） |
| 年 度 | 球 団 | 試 合     | 刺 殺     | 補 殺     | 失 策     | 併 殺     | 守 備 率  |
| ----- | ----- | --------- | --------- | --------- | --------- | --------- | --------- |
| 2017  | CIN   | 15        | 8         | 18        | 0         | 0         | 1.000     |
| 2018  | CIN   | 31        | 18        | 21        | 0         | 1         | 1.000     |
| 2019  | CIN   | 32        | 17        | 30        | 1         | 1         | .979      |
| 2020  | CIN   | 12        | 7         | 10        | 0         | 0         | 1.000     |
| 2021  | CIN   | 33        | 17        | 16        | 1         | 5         | .971      |
| 2022  | CIN   | 14        | 6         | 2         | 0         | 0         | 1.000     |
| 2022  | SEA   | 11        | 5         | 5         | 0         | 0         | 1.000     |
| '22計 | SEA   | 25        | 11        | 7         | 0         | 0         | 1.000     |
| 2023  | SEA   | 33        | 16        | 7         | 0         | 0         | 1.000     |
| 2024  | SEA   | 30        | 6         | 5         | 1         | 1         | .917      |
| MLB   | MLB   | 211       | 100       | 114       | 3         | 8         | .986      |

- 2024年度シーズン終了時
- 各年度の太字はリーグ最高

### 表彰
- ピッチャー・オブ・ザ・マンス：1回（2019年4月）

### 記録
- MLBオールスターゲーム選出：3回（2019年、2022年、2023年）

### 背番号
- 58（2017年 - 2022年途中、2023年 - ）
- 21（2022年途中 - 同年終了）